# Anca Graterol

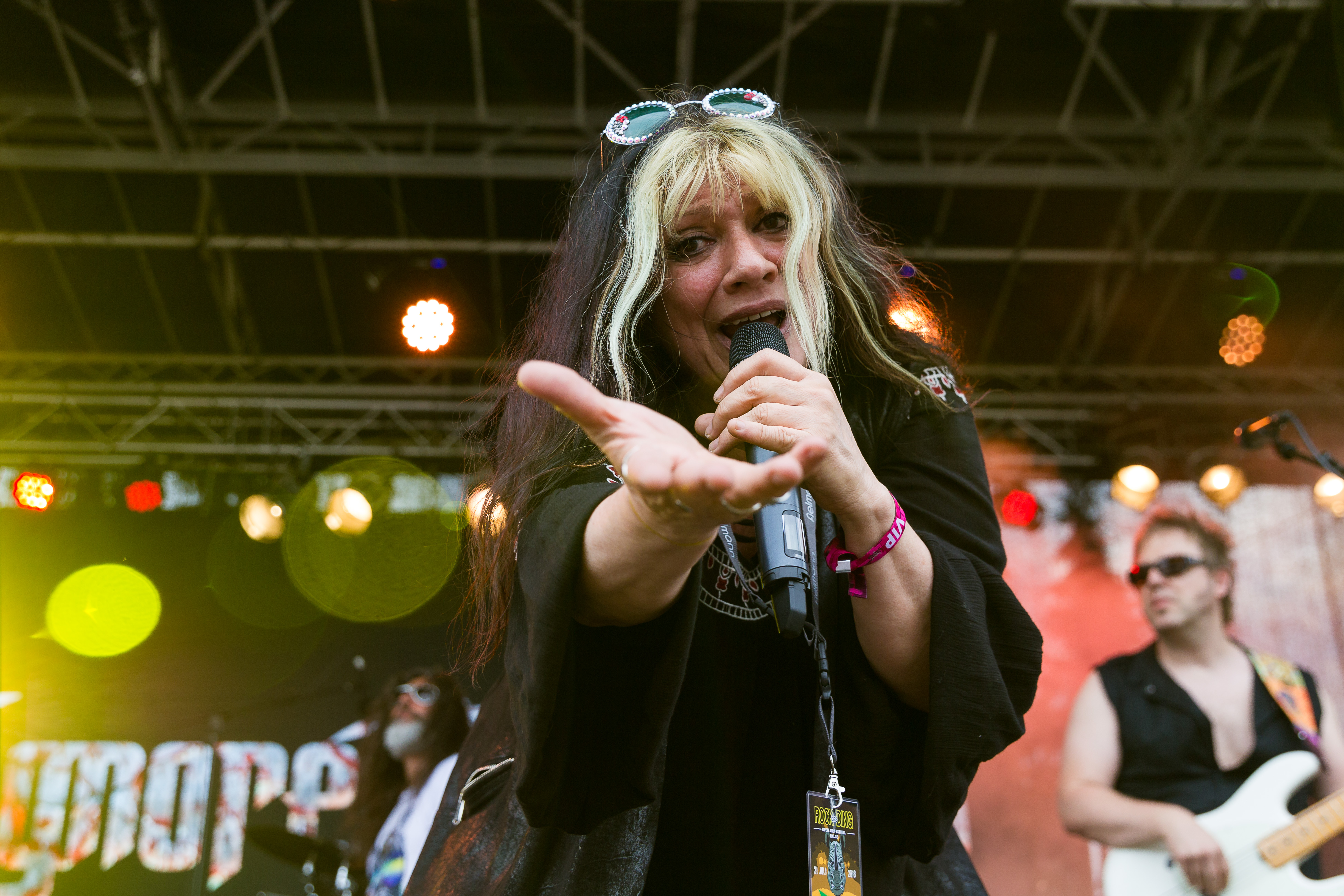
Anca Graterol bei einem Konzert mit Ignore the Sign

Anca Graterol, geb. Vijan (* 14. Oktober 1952 in Bukarest, Rumänien) ist eine deutsch-rumänische Sängerin, Musikproduzentin, Komponistin und Gitarristin.

## Karriere
Der Film The Young Ones mit Cliff Richard und the Shadows, den die junge Anca 1963 im Kino gesehen hatte, gilt als Initialzündung E-Gitarristin zu werden und manifestierte den Wunsch eine Rockband zu gründen. Erste Auftritte als Sängerin mit einer Schulband gehen zurück auf das Jahr 1966. Ihre erste eigene Band gründete sie 1968 in Bukarest unter dem Namen Catena, die als die erste Frauenrockband Rumäniens gilt. Als erfolgreiche Band tourte Catena durch Rumänien, spielte in großen Hallen und Stadien und hatte auch Fernsehauftritte zu verzeichnen. Mit dem Song „Dorinta (Opatina)“ landete die Band 1974 einen Sommerhit in Rumänien. Catena existierte bis 1977. Aufgrund des sozialistischen Systems wurden der Band immer wieder Steine in den Weg gelegt, die einen internationalen Erfolg verhinderten. Das führte dazu, dass Anca sich dafür entschied nach Deutschland zu emigrieren.

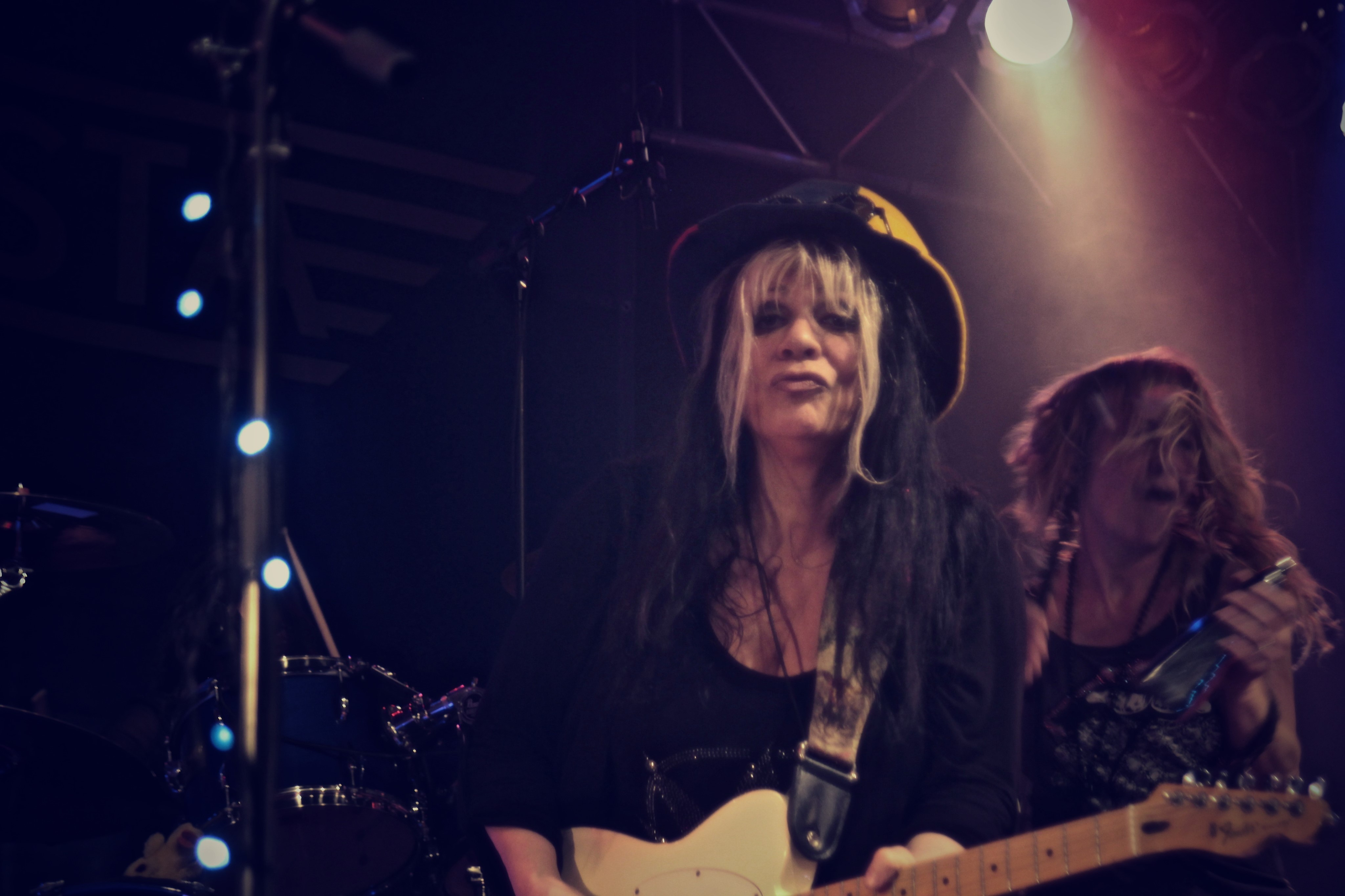
Anca Graterol bei einem Konzert mit Rosy Vista

In den Jahren von 1978 bis 1980 spielte sie in verschiedenen Bands, um in der deutschen Musikszene Fuß zu fassen. Ende 1979 holte sie ihre ehemaligen Bandmitglieder Ortansa Păun Elberg und Lidia Creanga Rich ebenfalls nach Deutschland und versuchte eine Reunion von Catena, die aber daran scheiterte, dass sich keine geeignete Bassistin finden ließ. Daraufhin gründete sie im Jahr 1980 mit männlichen Mitgliedern die deutsche Band Catena. Mit der Gründung von Rosy Vista im Jahr 1983 löste sich Catena auf. Rosy Vista löste sich dann 1990 auf und wurde 2002 wieder reaktiviert. Seit 2018 tourt die Band wieder und nahm ihr erstes vollständiges Album auf. Weitere Stationen in der Karriere waren Big Mama & the Kids, Moulin Rouge, Purple Pirates, Red M, Osssy und Ignore the Sign.

## Privates
Im Jahr 1973 heiratete Graterol den gebürtigen Venezolaner Henry Graterol, wodurch sie die Möglichkeit bekam, 1977 nach Osnabrück zu emigrieren. 1982 zog sie nach Hannover. Dort lernte sie ihren heutigen Lebenspartner Ossy Pfeiffer kennen, mit dem sie in der Band Ignore the Sign spielt. Zusammen mit Steve Mann erwarb sie 1996 das Frida Park Studio. In diesem Studio ist sie bis heute mit ihrem Lebenspartner aktiv.

## Diskografie

### Alben
- 1976: „Dorința“ auf dem rumänischen Sampler „Formații De Muzică Pop 2“ (Electrocord EDE 01229)
- 1984: Rosy Vista „You Better Believe It“ (Noise International N 0033, SPV GmbH 60-1659)
- 1993: Moulin Rouge „Rock'n'Roll + Soul + Rythm'n'Blues“ (Nana Records)
- 1994: Moulin Rouge „Old Time Rock'n'Roll“ (Nana Records)
- 2001: Soloalbum „Forgotten Jewels“ (ROX 145-01)
- 2003: Red M „Red M“ (Rox 176-02)
- 2004: Catena „18 Years Vacation“ (XL2004/3 MMR)
- 2005: Yargos: „To Be Or Not To Be“ (AFM 115-2)
- 2012 Osssy „Serum“ (MIG 00642 CD)
- 2015 Osssy „Serum 2.0“ (TZ234)
- 2018 Ignore The Sign „A Line To Cross“ (SPV 279252 CD, SPV 279251 2LP)
- 2019 Rosy Vista „Unbelievable“ (Steamhammer SPV 288102 CD, SPV 288101 LP)

### Singles
- 1986: Rosy Vista Tables Are Turned / Rocking Through the Night (Supraphon 1143 3276, 7” Single)
- 1986: Rosy Vista Sound of Your Love / Tables Are Turned (Accord 135143, 7” Single)